# II. třída okresu Hradec Králové 1982/1983
V soubojích fotbalové II. třídy okresu Hradec Králové 1982/1983, jedné ze skupin 8. nejvyšší fotbalové soutěže, se utkalo 15 týmů dvoukolovým systémem podzim – jaro. Tento ročník skončil v červnu 1983.

## Výsledná tabulka
| Poř. | Tým                            | Z  | V  | R  | P  | VG | OG | B  |
| ---- | ------------------------------ | -- | -- | -- | -- | -- | -- | -- |
| 1.   | TJ Sokol Nový Hradec Králové   | 28 | 17 | 9  | 2  | 86 | 27 | 43 |
| 2.   | TJ Lokomotiva Hradec Králové   | 28 | 15 | 6  | 7  | 52 | 31 | 36 |
| 3.   | TJ Sokol Dobřenice             | 28 | 12 | 11 | 5  | 46 | 33 | 35 |
| 4.   | TJ Sokol Převýšov              | 28 | 14 | 6  | 8  | 52 | 38 | 34 |
| 5.   | TJ Slavoj Předměřice nad Labem | 28 | 14 | 6  | 8  | 40 | 34 | 34 |
| 6.   | TJ Spartak Kosičky             | 28 | 15 | 3  | 9  | 58 | 40 | 33 |
| 7.   | TJ Sokol Libčany               | 28 | 12 | 6  | 10 | 49 | 32 | 30 |
| 8.   | TJ Sokol Malšovice             | 28 | 8  | 13 | 7  | 47 | 46 | 29 |
| 9.   | TJ Sokol Dohalice              | 28 | 12 | 4  | 12 | 48 | 45 | 28 |
| 10.  | TJ Sokol Smiřice               | 28 | 9  | 4  | 15 | 41 | 50 | 22 |
| 11.  | TJ Sokol Klamoš                | 28 | 6  | 9  | 13 | 35 | 57 | 21 |
| 12.  | RH Hradec Králové „B“          | 28 | 6  | 7  | 13 | 48 | 51 | 19 |
| 13.  | TJ Sokol Skřivany              | 28 | 7  | 5  | 16 | 27 | 54 | 19 |
| 14.  | TJ Bystřice Boharyně           | 28 | 6  | 7  | 17 | 29 | 59 | 19 |
| 15.  | TJ Sokol Lovčice               | 28 | 7  | 4  | 17 | 29 | 60 | 18 |

Poznámky:
- Z = Odehrané zápasy; V = Vítězství; R = Remízy; P = Prohry; VG = Vstřelené góly; OG = Obdržené góly; B = Body

|  | Postup do I. B třídy Východočeského kraje 1983/1984  |
|  | Sestup do III. třídy okresu Hradec Králové 1983/1984 |